# ブランデンブルク辺境伯領

現在のブランデンブルク州旗

ブランデンブルク辺境伯領
ブランデンブルク選帝侯領
Markgrafschaft Brandenburg
Kurfürstentum Brandenburg

1320年のアスカーニエン家断絶までのブランデンブルク辺境伯領

ブランデンブルク辺境伯領（ブランデンブルクへんきょうはくりょう、ドイツ語: Mark/Markgrafschaft Brandenburg）は、神聖ローマ帝国の選帝侯の一人であるブランデンブルク辺境伯の所領の領地。現在のブランデンブルク州の大部分とベルリン、およびポーランドの一部に相当する。

## 地理
ブランデンブルク辺境伯領は中央ヨーロッパの北部に存在した。ラウジッツ辺境伯領をオットー1世が買収した際に領土が最も広くなり、北はバルト海、南はルサス高地と最大の版図を記録したが、永続的に領土を保持することはできなかった。
ブランデンブルク辺境伯領は量的には37,455km²と16世紀以来神聖ローマ帝国の領邦国家の中で最大の領土を保有した国家の一つであり、約35,000km²のザクセン選帝侯領に匹敵した。

## 対外関係
神聖ローマ帝国内における社会的、経済的な立場が非常に弱かったにもかかわらず、ブランデンブルク辺境伯領は帝国内において重要な州に発展し、17世紀からはホーエンツォレルン家の拡大とともに権力を強化していった。また、周辺の領邦国家は辺境伯領の拡大に苦しめられた。
ブランデンブルク辺境伯領は南部のザクセン選帝侯領と密接な関係を維持した。ザクセンは中世以来ブランデンブルクの重要なパートナーでありライバルであった。
スラヴ人によって統治されたポメラニアは中世よりほとんど常に武力紛争状態にあった。また、ポーランドとはプロイセン公国との関係に基づいていた。ポーランドとの玄関口はフランクフルトであった。
輸出入はほとんどハンブルク経由でおこなわれていた。商品はライプツィヒ・メッセで購入可能であった。

## 人口
中世から三十年戦争の初期にかけて、ブランデンブルク辺境伯領の人口は20万人から40万人へと増加した。しかし、その人口増加は非常に不安定であり、頻繁な戦争、疫病、飢饉によって死亡率は高かった。また、人口密度は常に神聖ローマ帝国の平均よりも低かった。三十年戦争によりブランデンブルクの人口はかなり減少し、それは17世紀の終わりまで再び改善されなかった。その後、18世紀前半に人口増加が始った。
| 年   | 1320    | 1486    | 1564    | 1617    | 1634    | 1690    | 1750    | 1800      |
| ---- | ------- | ------- | ------- | ------- | ------- | ------- | ------- | --------- |
| 人口 | 200,000 | 308,750 | 381,000 | 418,666 | 300,000 | 413,516 | 767,354 | 1,124,806 |

## 歴史
ブランデンブルク辺境伯領は、ザクセン公であったアルブレヒト熊公を初代ブランデンブルク辺境伯として1157年に設置された。「エルベ川東岸のスラヴ人諸部族を最終的に服属させて」成立した領地である。アルブレヒト熊公の死後は息子オットー1世がブランデンブルク辺境伯となり、ポーランドへと領地を延ばした。13世紀半ばの重要な発展としては、ベルリン（1242年）、フランクフルト・アン・デア・オーダー（1253年）の開基と、シュテッティンおよびウッカーマルクの獲得（1250年）が挙げられる。
アスカーニエン家が1320年に断絶した後、ヴィッテルスバッハ家のルートヴィヒ4世がブランデンブルク辺境伯領を獲得、以降ヴィッテルスバッハ家の世襲となるも、1373年にルクセンブルク家のカール4世がオットー5世（ルートヴィヒ4世の6男）から辺境伯領を取得し、長男のヴェンツェルに与えた。
1415年、ホーエンツォレルン家のニュルンベルク城伯フリードリヒ6世（ブランデンブルク辺境伯としてはフリードリヒ1世）が神聖ローマ皇帝ジギスムント（カール4世の次男、ヴェンツェルの異母弟）からブランデンブルク選帝侯位を獲得し、ベルリンを居城とした。1539年にはヨアヒム2世がルター派に改宗した。ホーエンツォレルン家は17世紀前半の三十年戦争の頃から台頭し始め、勢力を拡大させた。
1618年にはヨーハン・ジギスムントが婚姻関係によって神聖ローマ帝国の領域外かつポーランドの封土であるプロシア公領を手に入れ、同君連合ブランデンブルク＝プロイセンを形成した。また、1648年にはヒンターポンメルン (de:Hinterpommern) （現在のポーランド領西ポモージェ県）を獲得した。ホーエンツォレルン家は政治的影響力を拡大しようと努め、さらにフリードリヒ・ヴィルヘルム（大選帝侯）によって、デンマーク、スウェーデン、ポーランド王国に対する優位を主張しつつ、西部ではフランスと対立することになる。北方戦争時にはプロシア公領をポーランドの支配下から完全に独立させた。
フリードリヒ・ヴィルヘルム大選帝侯が没するとフリードリヒ3世があとを継いだ。彼はスペイン継承戦争で神聖ローマ帝国側に付き、その見返りに1701年、ハプスブルク家から帝国外のプロシア公領の王（プロイセン王）としての称号を認めさせ、プロイセン王国が成立した。この結果ブランデンブルク選帝侯の地位はプロイセン王と兼任されることになり、ブランデンブルク辺境伯領はプロイセン王国の一部のように扱われるようになる。ブランデンブルク選帝侯領はプロイセン王国の成立後も形式上は神聖ローマ帝国の領邦として留まったが、神聖ローマ帝国が正式に解体された1806年に正式にプロイセン王国領ブランデンブルク州となった。
その後ブランデンブルク州は一貫してドイツの中核的な州であったが、第二次世界大戦後、1945年にオーデル・ナイセ線を境として、東のポーランド領と西のドイツ領に分割された。1949年に成立したドイツ民主共和国は、1952年に州制度を廃止して旧ブランデンブルク州でドイツ側に残っていた部分を、コトブス県、フランクフルト県、ポツダム県に3分割した。
1990年、ドイツ再統一の結果、ブランデンブルク州（ブンデスラント、Bundesland Brandenburg）が復活した。

## 経済

### 農業
ブランデンブルク辺境伯領では少数の貴族が土地を持ち、農民が耕作する義務を負っていた。ブランデンブルク辺境伯領の土壌は非常に悪く、小麦を栽培することができなかったが、ライ麦や大麦を栽培できた。中世になると、農民たちは家賃を払うためにオート麦などの生産を開始した。
ブランデンブルク辺境伯領の農業は、ヨーロッパ全体の経済の変動と、それに対応する政治的出来事および政府の措置に依存し続けた。13世紀にかけて発生した大飢饉や穀物の価格の下落などに農民と農作物からの収益に依存する貴族たちは苦しめられた。これらが農村部から都会への移住を促し、農地が放棄され、多くの村々が荒廃していった。

### 貿易
可能性が限られているのにもかかわらず、ブランデンブルク辺境伯領は1680年に外洋貿易を開始した。最盛期には年間20〜30隻の船を送り出し、約3000人もの奴隷を販売し、西アフリカに複数の拠点をもった。しかし、列強との競争、船の破損等で次第に勢力が弱まり、最終的にフリードリヒ・ヴィルヘルムが辺境伯に就任した際に撤退した。